# Luigi Escalé Binefa
Luigi Escalé Binefa (Fondarella, 18 settembre 1912 – Barbastro, 15 agosto 1936) è stato un religioso spagnolo, martirizzato a Barbastro durante la Guerra civile spagnola e venerato come beato dalla Chiesa cattolica.

## Biografia
Luigi nacque a Fondarella, un piccolo borgo agricolo della provincia di Lleida nella regione spagnola della Catalogna. La sua famiglia era laboriosa, numerosa - sette fratelli - e di solide radici cristiane. Quando un suo caro amico entrò nel seminario claretiano egli decise di seguirlo. Entrò nel postulantato di Cervera il 7 febbraio del 1925, in estate si trasferì ad Alagón, dove rimase due anni. Nel 1927 tornò a Cervera, dove rimase a studiare fino al 1929.
Fece la professione religiosa il 15 agosto 1930 a Vic. Quindi continuò gli studi a Solsona, dove frequentò i corsi di filosofia e dal 1933 al 1936 li completò di nuovo a Cervera.
Luigi era di corporatura robusta e in modo naturale trasmetteva ottimismo con il suo carattere equilibrato e cordiale. Dotato di voce possente e di un elegante portamento, era naturalmente portato per la speculazione filosofica e la predicazione. Ma dovette lottare non poco con un blocco emotivo che sopravveniva quando parlava in pubblico. Quando si trovava a parlare di fronte a molte persone, infatti, la voce restava strozzata in gola e veniva colto da tremori che non gli consentivano di continuare a predicare. Aiutato dai professori, si applicò a lungo e riuscì a superare questo problema.
In una lettera ai parenti scriveva: "Mi chiederete: 'Luis, Come stai?' Grazie a Dio molto bene. Studio con impegno per essere un giorno utile al prossimo. 'Non hai paura?' Grazie a Dio, non ho paura né della morte né dell'esilio. Se, al pari dei Gesuiti, saremo cacciati dalla Spagna, rallegratevi con me. Diceva Gesù ai suoi discepoli (e pertanto anche a noi che siamo i continuatori della loro missione), di uscire dal luogo dove non ci accolgono, ed andare altrove... Non state in pena per me che sono pieno di entusiasmo, di gioia e di salute. Confortate la mamma, affinché non stia in apprensione. Dopotutto, mi considero il più fortunato dei fratelli."
Arrivò a Barbastro il primo luglio, insieme a molti dei suoi compagni che avevano ultimato gli studi. Il 20 luglio 1936 il seminario venne assaltato e perquisito dalle milizie anarchiche per cercare delle armi. Insieme alla maggior parte dei confratelli Luigi venne arrestato e rinchiuso nel salone degli atti accademici della scuola degli Scolopi, che divenne la loro prigione improvvisata.
Dal carcere Luigi fece recapitare questa lettera ai parenti: "Sono in prigione da 22 giorni e scrivo queste righe per indirizzarvi un ricordo e il mio commiato. Qui sono già iniziate le esecuzioni. Da un momento all'altro toccherà a me. Quando saprete della mia morte, non rattristatevi: avete un figlio martire. Arrivederci in cielo. Addio! Vostro figlio intercederà per tutti."
Firmò la lettera di offerta alla Congregazione con queste parole:
(Luis Escalé Binefa, Firma sulla lettera di offerta alla Congregazione)

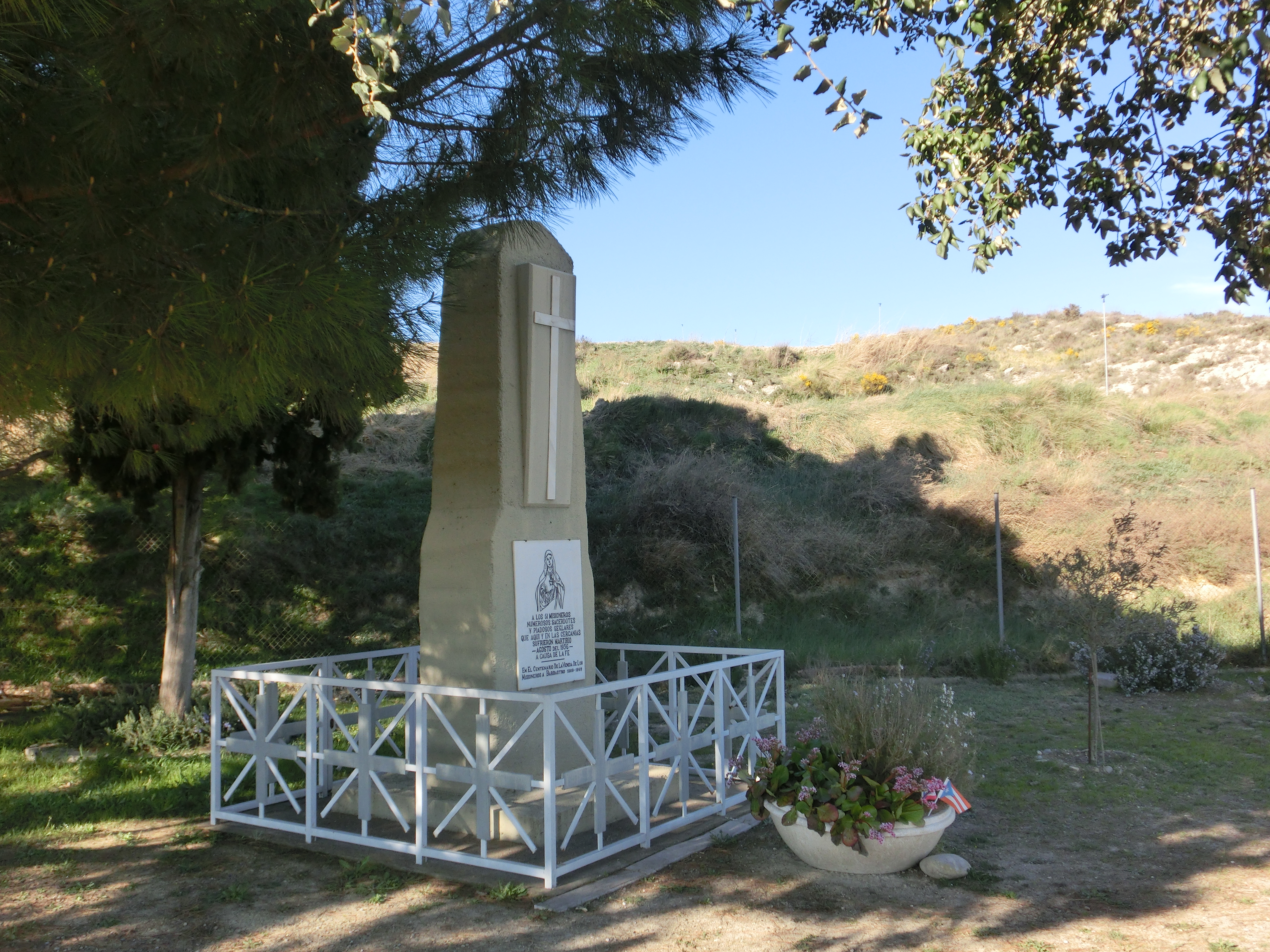
Monumento funebre nel luogo della fucilazione

Insieme a 19 suoi confratelli Luigi Escalé Binefa è stato fucilato nelle prime ore del 15 agosto sul ciglio di una strada fuori città, fece parte del quarto gruppo di claretiani di Barbastro che subirono il martirio. I loro corpi sono stati gettati in una fossa comune.
Nel 2013 è uscito un film sulla vicenda intitolato Un Dio vietato per la regia di Pablo Moreno.

## Culto

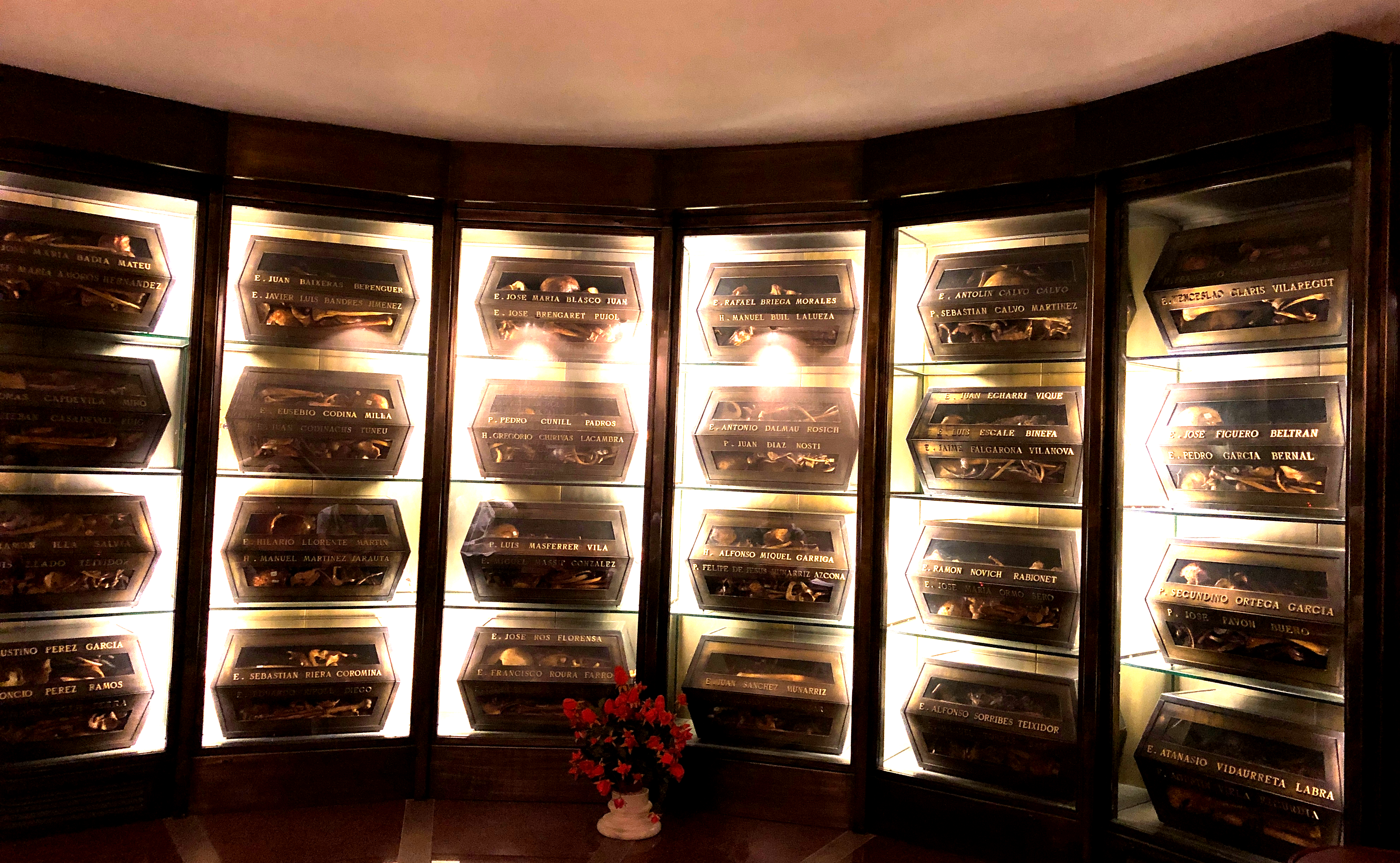
Cripta ubicata sotto all'altare della chiesa annessa al museo dei martiri Claretiani di Barbastro

Dopo la guerra i resti dei martiri furono riesumati dalle fosse comuni e, grazie alle medagliette metalliche cucite dalla lavanderia del seminario sulle loro tonache, è stato possibile risalire ai nomi delle singole persone. I resti sono composti in teche e si possono oggi venerare nella cripta della chiesa annessa al museo.
Il 20 maggio 1947 nella diocesi di Barbastro si aprì il processo informativo circa il martirio che si chiuse il 23 settembre 1949. L’8 febbraio 1961, invece, fu promulgato il Decreto sugli scritti. La dichiarazione di validità del processo, con Decreto del 9 febbraio 1990, portò alla trasmissione della “Positio super martyrio” alla Congregazione delle Cause dei Santi nello stesso anno.
A seguito della riunione della commissione teologica che si tenne il 4 febbraio 1992 e di quella dei cardinali e vescovi della Congregazione si arrivò, il 7 marzo 1992, alla promulgazione del Decreto sul martirio. La beatificazione avvenne a Roma, ad opera di Giovanni Paolo II, il 25 ottobre 1992.
La Chiesa cattolica lo ricorda il 15 agosto.